# Gaotan, Guangdong
Gaotan (kinesiska: 高潭) är en köping i sydöstra Kina. Den ligger i Huidong härad i staden Huizhou i provinsen Guangdong, omkring 210 kilometer öster om provinshuvudstaden Guangzhou. Antalet invånare är 7 399. Befolkningen består av 3 656 kvinnor och 3 743 män. Barn under 15 år utgör 21,0 %, vuxna 15-64 år 65 %, och äldre över 65 år 12,0 %.